# Samuel Trautman
Pour les articles homonymes, voir Trautman.
Le colonel Samuel Trautman est un personnage du roman Rambo écrit par David Morrell en 1972. Il est interprété au cinéma par Richard Crenna dans les trois premiers films de la série centrée sur le personnage de Rambo.

## Biographie
Samuel Trautman, colonel dans les Special Forces (Forces Spéciales appelés aussi les Bérets verts) a entraîné et dirigé un groupe de soldats d'élite qui sont intervenus dans plusieurs missions lors de la Guerre du Viêt Nam. John Rambo est le seul survivant de ce groupe (le groupe Baker) et Trautman est son seul ami.

### Rambo
Le colonel Trautman se présente au poste de commandement établi par les autorités locales et la Garde nationale afin de capturer Rambo, qui a mis hors de combat plusieurs hommes du shérif et qui s'est caché en forêt. Il tente de convaincre les dirigeants des forces gouvernementales d'abandonner leur traque et de laisser Rambo s'enfuir afin de limiter les dégâts. Le poursuivre serait comme "envoyer les pigeons au chat". La meilleure solution possible, selon Trautman, est de désamorcer la situation. Il sera ensuite plus facile de lui mettre la main au collet lorsque l'on retrouvera Rambo travaillant dans une station service dans une semaine ou deux ; et ce, sans effusion de sang.

### Rambo 2
Trautman, promu à Washington, se rend à la prison où Rambo est enfermé pour lui demander d'effectuer une mission de reconnaissance au Viêt Nam afin de fournir la preuve que des prisonniers de guerre américains sont toujours détenus par ce pays. À bord de l'hélicoptère devant récupérer Rambo, Trautman, menacé d'une arme, est obligé d'abandonner ce dernier.
"...enfoirés de mercenaire."
```
-Trautman
```

### Rambo 3
Trautman contacte Rambo pour lui proposer une mission en Afghanistan, en plein milieu de la guerre avec l'URSS. Rambo ayant refusé, Trautman tente lui-même la mission et se fait capturer. Informé des événements, Rambo accepte la mission de sauvetage. Grâce à l'aide des moudjahidins, Rambo délivre Trautman et tous deux combattent ensemble les soldats soviétiques qui le ças poursuivent.

### John Rambo
Le colonel Samuel Trautman n'apparaît qu'en flashback, l'acteur Richard Crenna étant décédé en 2003.

### Rambo 5
Le colonel Samuel Trautman apparaîtra encore en flashback lors des scènes du passé de John Rambo au Viêt Nam.